# Élection présidentielle polynésienne de 2023
L'élection présidentielle de 2023 en Polynésie française s'est déroulé au scrutin indirect le 12 mai 2023.
Après la victoire du parti indépendantiste Tavini huiraatira aux élections territoriales d'avril 2023, l'Assemblée élit à la présidence Moetai Brotherson, qui provoque ainsi une alternance en remplaçant Édouard Fritch, du Tapura huiraatira.

## Contexte

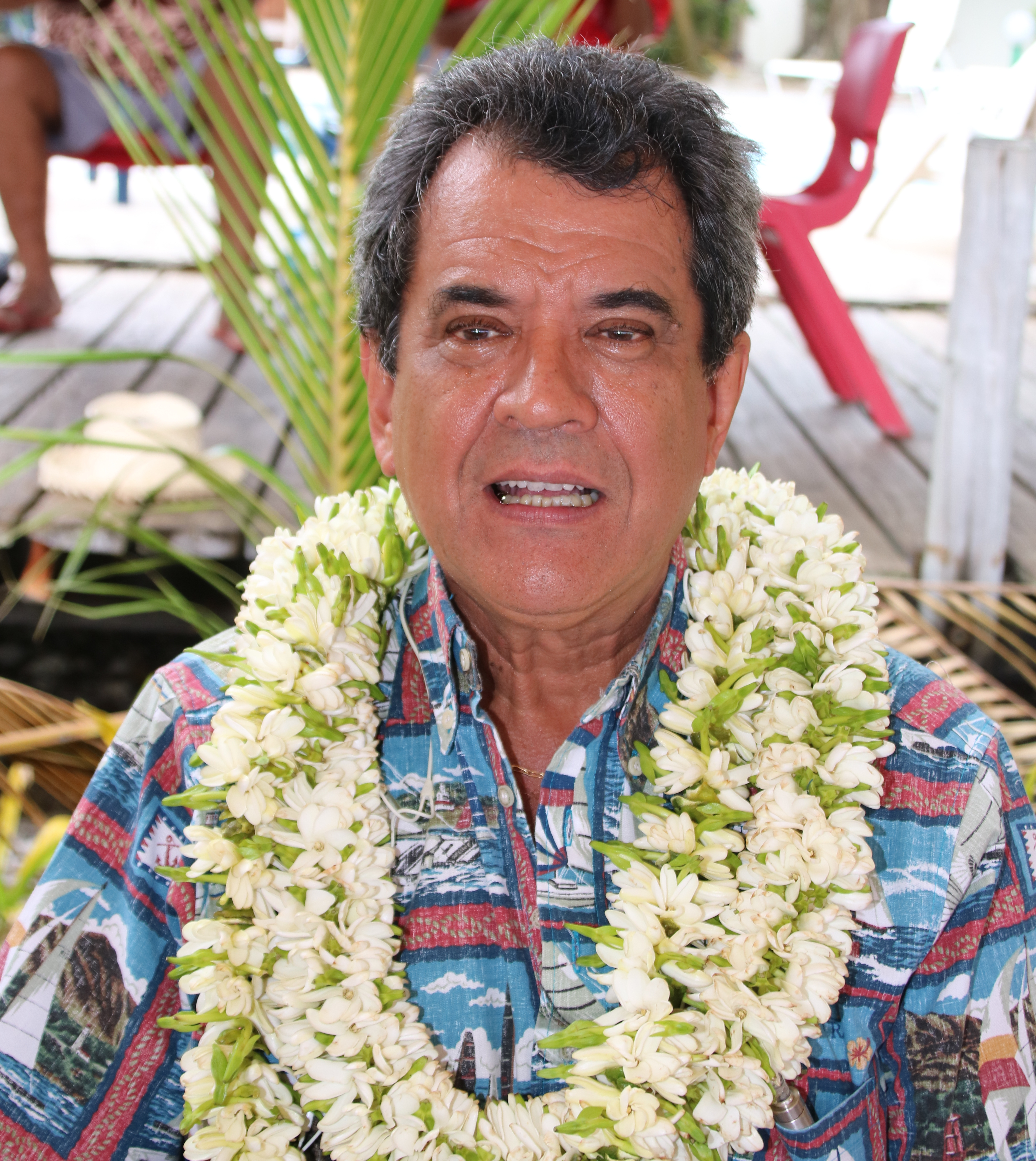
Le président sortant Édouard Fritch.

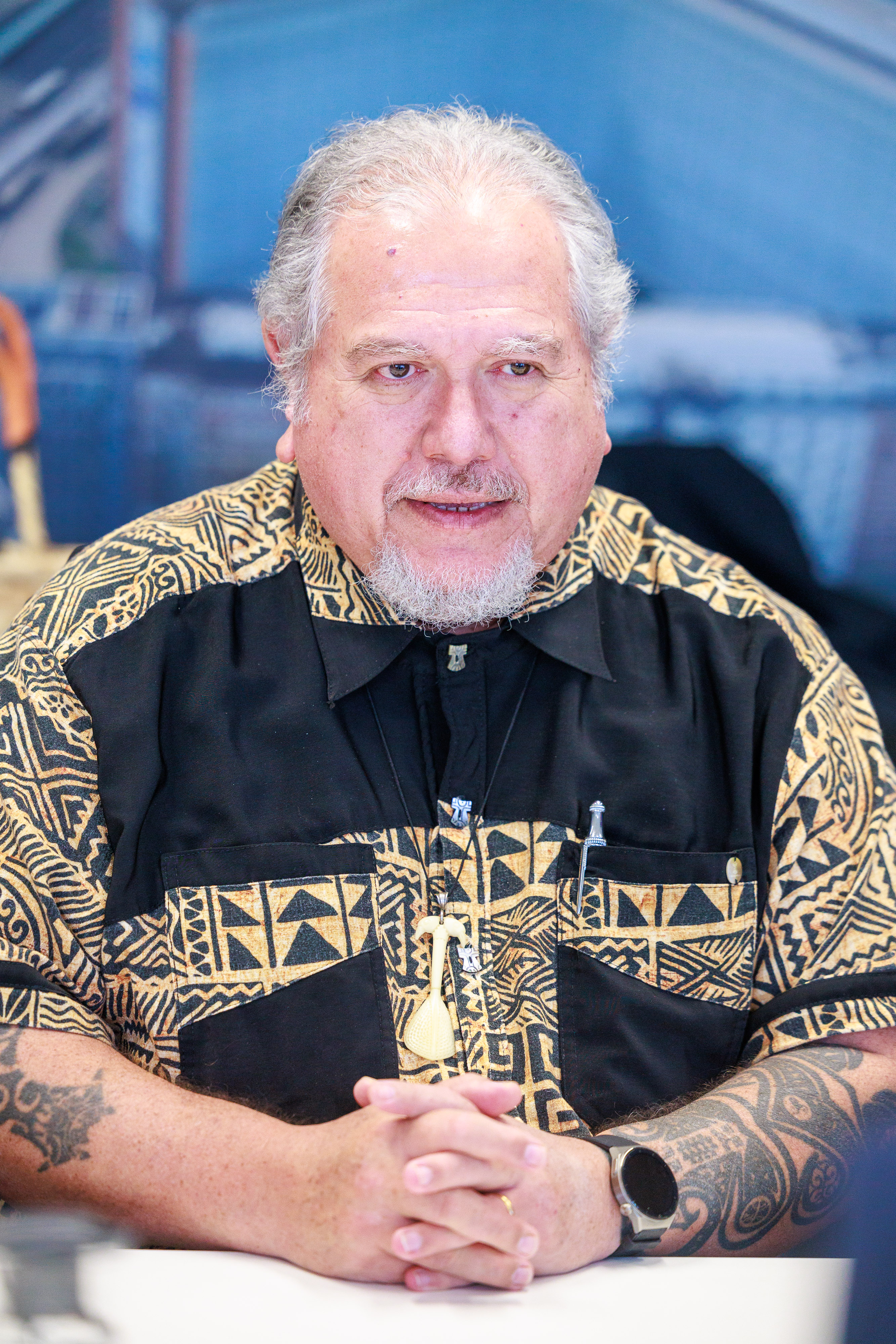
Le président élu Moetai Brotherson.

Bien qu'élu au suffrage indirect, le Président de la Polynésie française détient pleinement le pouvoir exécutif. Il dirige l'action du gouvernement, qu'il constitue dans les cinq jours suivant son élection en nommant un vice-président et les ministres, qu'il peut révoquer à tout moment. Diposant du pouvoir de dissoudre l'Assemblée de la Polynésie française, il est en retour soumis au pouvoir de contrôle de celle ci dans le cadre d'un régime parlementaire, l'assemblée pouvant mettre fin à son mandat en votant une motion de censure. Le mandat du président est par concomitant à celui de l'assemblée, une dissolution de cette dernière entrainant la fin anticipée du mandat présidentiel.
Au pouvoir depuis près de dix ans, le président sortant et dirigeant du parti Tapura huiraatira, Édouard Fritch, a été élu en 2014 et réélu en 2018. L'élection présidentielle de mai 2023 dépend des résultats des élections territoriales organisées le mois précédent, pour lesquelles Édouard Fritch est reconduit comme tête de la liste de Tapura huiraatira. Le président sortant ayant déjà effectué deux mandats, la question de la légalité d'une candidature à un troisième mandat consécutif se pose en amont du scrutin, l'article 74 du statut d'autonomie de la Polynésie limitant le président à l'exercice de deux mandats successifs de cinq ans. Interrogé, le Conseil d'État statue fin octobre 2022 à la légalité de la candidature d'Édouard Fritch, son premier mandat n'ayant pas été complet.
Les élections territoriales d'avril 2023 voient le Tapura huiraatira devancé au premier tour par le parti indépendantiste Tavini huiraatira, qui l'emporte au second pour la première fois depuis 2004, plaçant Moetai Brotherson en bonne position en vue de l'élection présidentielle,

## Système électoral
Le président de la Polynésie française est élu au suffrage indirect et secret par les représentants de l'Assemblée de la Polynésie française, en leur sein. Il est élu au scrutin uninominal majoritaire à trois tours pour un mandat de 5 ans, renouvelable une seule fois si le premier est accompli dans sa totalité. Est élu au premier tour le candidat qui réunit la majorité absolue des voix du total des membres de l'assemblée. À défaut, un second tour ouvert à de nouvelles candidatures est organisé sous les mêmes conditions. Si aucun candidat n’obtient la majorité requise à l'issue du second tour, il est procédé à un troisième tour entre les deux candidats arrivés en tête au second. Est alors élu le candidat qui réunit la majorité absolue des suffrages exprimés.
L'élection intervient dans les 15 jours suivant l'ouverture de la première session de l'Assemblée. Le vote est soumis à une condition de quorum, un minimum de trois cinquièmes du total des représentants devant être présents pour que le scrutin ait lieu. À défaut, l’Assemblée de la Polynésie française se réunit obligatoirement trois jours ouvrés plus tard, quel que soit le nombre des représentants présents.

### Dépôt des candidatures
Pour le premier tour, les candidatures sont remises au président de l’Assemblée de la Polynésie française au plus tard à la veille du scrutin. En cas de deuxième tour, de nouvelles candidatures peuvent être déposées. Elles sont remises au président de l’Assemblée de la Polynésie française au plus tard trois heures avant l’ouverture du deuxième tour.

## Résultats
| Candidats                | Candidats                | Partis                   | Premier tour | Premier tour |
| Candidats                | Candidats                | Partis                   | Voix         | %            |
| ------------------------ | ------------------------ | ------------------------ | ------------ | ------------ |
|                          | Moetai Brotherson        | Tavini                   | 38           | 66,67        |
|                          | Édouard Fritch           | Tapura                   | 16           | 28,07        |
|                          | Nicole Sanquer           | AHIP                     | 3            | 5,26         |
|                          |                          |                          |              |              |
| Suffrages exprimés       | Suffrages exprimés       | Suffrages exprimés       | 57           | 100          |
| Blancs et nuls           | Blancs et nuls           | Blancs et nuls           | 0            | 0,00         |
| Total                    | Total                    | Total                    | 57           | 100          |
| Abstentions              | Abstentions              | Abstentions              | 0            | 0,00         |
| Inscrits / participation | Inscrits / participation | Inscrits / participation | 57           | 100          |

## Analyse
Le parti indépendantiste Tavini huiraatira disposant d'une large majorité à l'Assemblée, son candidat Moetai Brotherson est élu sans surprise à la présidence. Il déclare espérer la tenue d'une référendum d'autodétermination dans 10 à 15 ans,.